# Kibo simoni
Genre
Espèce
Synonymes
- Pochyta simoni Lessert, 1925

Kibo simoni, unique représentant du genre Kibo, est une espèce d'araignées aranéomorphes de la famille des Salticidae.

## Distribution
Cette espèce est endémique de Tanzanie. Elle se rencontre sur les monts Kilimandjaro, Méru et le massif du Ngorongoro.

## Description
Les mâles mesurent de 4,5 à 5,5 mm et les femelles de 6 à 6,5 mm.

## Systématique et taxinomie
Cette espèce a été décrite sous le protonyme Pochyta simoni par Lessert en 1925. Elle est placée dans le genre Kibo par Wesołowska et Szüts en 2021.

## Publications originales
- Lessert, 1925 : Araignées du Kilimandjaro et du Merou (suite). 5. Salticidae. Revue suisse de Zoologie, vol. 31, p. 429-528 (texte intégral).
- Wesołowska & Szüts, 2021 : « A revision of the genus Pochyta Simon, with descriptions of new species (Araneae: Salticidae: Thiratoscirtina). » Zootaxa, no 5052(1), p. 1-41.